# 波蒂伦达巴
波蒂伦达巴是巴西圣保罗州的一个市镇。总面积342.388平方公里，总人口15128人，人口密度44.2人/平方公里。